# Brekkenpolder
Brekkenpolder is een poldergebied en buurtschap in de gemeente De Friese Meren in het zuiden van de Nederlandse provincie Friesland. Het ligt ten zuiden van Sloten en ten noordwesten van Lemmer, waaronder het ook formeel valt.
De Brekkenpolder is een uit meerdere gebieden bestaande poldergebied. Het ligt als een eiland ten noorden van Tacozijl. Het wordt van Tacozijl gescheiden door de Langesloot, de rest van het water dat het scheidt van het vasteland zijn; de Ee, de Woudsloot, het Brandemeer, de Haringsloot, de Rijnsloot en de Groote Brekken.
Bij Tacozijl ligt er sinds de ruilverkaveling halfweg de 20ste eeuw, een brug die de Doraweg met de Venneweg verbindt, daarvoor was er een veerpont. Bij de Rijnsloot is er dan weer een (toeristische) veerpont die voor fietsers en voetgangers is bedoeld. De bewoning van de buurtschap is vooral ontstaan aan het Brandemeer bij de Sloterkooi en aan de zuidoostkant in het Follega Schar.
Deze laatste gemeenschap werd De Kikkert genoemd. Follega Schar werd later de Polder De Kikkert genoemd. Thans is De Kikkert alleen te vinden als veldnaam en als naam van de zeilschool dat in de Wijcklerschar, in de hoek van de Ee en de Langesloot, is gelegen. Van 1904 tot 1926 stond er in De Kikkert aan de Langesloot een watermolen, deze molen was een poldermolen. In de Wijcklerschar heeft er een stoomgemaal gestaan.
Dankzij de ruilverkaveling was er een flinke groei gekomen in het aantal boerderijen in de polder, waardoor de buurtschap uit verspreide huizen bestaat zonder een echte kern. Bij de Langesloot ligt er aan de Kooiweg een kleine camping. Samen met de buurtschap Tacozijl heeft de Brekkenpolder een dorpsbelangenvereniging.
Tussen de Doraweg en de Kooiweg ligt het natuurgebied Bancopolder, dat wordt beheerd door It Fryske Gea en Staatsbosbeheer.
Hoofdplaats: Joure     Stad: Sloten

Dorpen en gehuchten: Akmarijp · Bakhuizen · Balk · Bantega · Boornzwaag · Broek · Delfstrahuizen · Dijken · Doniaga · Echten · Echtenerbrug · Eesterga · Elahuizen · Follega · Goingarijp · Harich · Haskerhorne · Idskenhuizen · Kolderwolde · Langweer · Legemeer · Lemmer · Mirns · Nijehaske · Nijemirdum · Oldeouwer · Oosterzee · Oudega · Oudehaske · Oudemirdum · Ouwster-Nijega · Ouwsterhaule · Rijs · Rohel · Rotstergaast · Rotsterhaule · Rottum · Ruigahuizen · Scharsterbrug · Sint Nicolaasga · Sintjohannesga · Snikzwaag · Sondel · Terhorne · Terkaple · Teroele · Tjerkgaast · Vegelinsoord · Wijckel

Buurtschappen: Ballingbuur · Bargebek · Boornzwaag over de Wielen · Brekkenpolder · Commissiepolle · De Rijlst · Delburen · Finkeburen · Heide · Hooibergen · Nieuw Amerika · Onland · Schoterzijl (deels) · Schouw · Spannenburg · Tacozijl · Trophorne · Tweehuis · Vierhuis · Vrisburen · Westerend-Harich · Zevenbuurt

Friesland: Steden en dorpen      Nederland: Provincies · Gemeenten